# AnoNet
anoNetは、 匿名性を持ったTorのようなネットワークの一つである。VPNとBGPルーターを使用た、分散型のF2Fネットワークを構築する事で利用者を特定を困難にしている。anoNetは、インターネットでの匿名のサービスのホスティングなどに使われる。 

## 概要
インターネット上で、匿名のアプリケーションやサービスをが作りやすくするには、多くの人が使える匿名のネットワークを構築することが重要である。匿名のネットワークを構築するにはIPアドレスと個人を特定できる情報が切り離す必要がある。商用のインターネットでは難しいことだが、プライベートのネットワークでは可能である。標準のルーティングプロトコルではルーターが、直接接続されたルーターに関する情報しか記録していなくても、パケットが宛先に送ることができる。そのため、ほとんどのネットワークで、直接繋がっていないネットワークは個人を特定できる情報と関連付けられない。これは、直接つながったネットワークのIPのみがルーターに記録されるからである。 直接接続されていないネットワークのIPアドレスは基本的に個人を特定できる情報に関連付けられない。 

## anoNetの仕組みについて
誰でもanoNetのIPアドレスでドキュメントの種類、言語、国や町などについてプロファイルを作成できる。 この利用者が所有者を特定できる可能性がある文章を公開する場合、これまでに公開または要求された他のすべての文章もその作者に関連付けられる。他のF2Fプログラムとは異なり、anoNetにはノードに直接接続されていないすべてのノードからノードのIPを隠す自動転送はない。 
ただし、既存のすべてのF2FプログラムはanoNet内で使用できるため、誰かどのF2Fプログラムを使用していることを知るのは困難である（外部からはVPN接続しか見えないが、 トラフィックの分析は可能である）。 

## 構築
遠くのホストにファイバーを実行することは、そのようなネットワークのボランティアにとって非常にコストがかかるため、ネットワークは、ルーター間およびルーター間のユーザーリンクの両方に既製のVPNソフトウェアを使用する。これには、外部の盗聴に対する防備ができ、利用者の情報を他人にに通知する可能性のある危険なソフトウェアの必要性がなくなるなど、他の利点もある。 
インターネット自体とのアドレスの競合を回避するために、anoNetは最初にIP範囲1.0.0.0/8を使用した。これは、10.0.0.0/8、172.16.0.0/12、192.168.0.0/16などの内部ネットワーク、および割り当てられたインターネット範囲との競合を回避するためである。 2010年1月、 IANAは1.0.0.0/8をAPNICに割り当てた。  2017年3月に、anoNetは21.0.0.0/8サブネットワークを使用するようにネットワークを変更した。これは、米国国防総省に割り当てられているが、現在インターネットでは使用されない。 
冗長な（> 1）リンクが望まれているが、ネットワーク自体はルーターの通常の繰り返しパターンに配置されている訳ではない。 これにより、分散化が進み、チョークポイントが減少し、BGPの使用により冗長性が可能になる。 
適切なVPNの選択肢は多数ではないが、例えばFreeS / WANやGreenbowなどの堅牢なIPsecパッケージはすべて利用可能である。OpenVPNやSSHトンネリングなどの非IPsecソリューションも存在する。同種ネットワークの要件はない。各リンクは実際には異なるVPNデーモンを使用できる。 

## 目標
anoNetの主な目標の1つは、最近侵害されている表現の自由のような利用者の権利を守ることで、anoNetによって保護できると考えられる物の例には、次のようなものが挙げられる。 
- DeCSS

## 使い方
インターネット上では、 IPアドレスの分からないホストと直接通信することはできない。したがって、anoNetは、ピアとの通信に使用されるサブネットマスクとともに、IPアドレスが公開される。しかし、ルーティングプロトコルであるBGPを使用すると、ネットワーク上のルートが自律的に選択される。この無秩序に思える方法が、ユーザーに匿名性を提供する。ノードが新しいルートを選択することで、それがVPN経由で他の国の別のマシンへのルートなのか、そのユーザーマシンの単なるダミーインターフェイスなのかを他の誰かが判断するのが困難にできる。 
特定の分析方法で、サブネットがリモート（別の国など）か、ローカル（ダミーインターフェイス、またはイーサネット経由で接続されたマシンなど）かを判断できる。これらには、TCPタイムスタンプ、ping時間、OS識別、ユーザーエージェント、およびトラフィック分析が含まれる。これらのほとんどは、ユーザー側のアクションによって軽減できる。

## スケーリング
BGPv4には65536個のAS番号がある。 anoNetではその限界を超える前に、次のいずれかを行う必要があった。
- ネットワークはOSPFクラウドに分割する。

- 完全に異なるルーティングプロトコルに切り替える。

- インターネットの他のアドレスと同様に、ASNに32ビット整数を使用するようにBGPプロトコルを変更する。

そのため、32ビットASNが標準化された。
21.0.0.0/8サブネットには65536/24サブネットはないが、未使用の/8サブネットを追加すれば簡単に解決できる。 

 以下は、2020年3月4日の時点で割り当てられているIPv4およびIPv6サブネットのリストを挙げる。 
```
21.3.3.0/24
21.3.37.0/24
21.4.9.200/30
21.3.4.0/24
21.0.0.0/24
21.22.1.0/24
21.4.9.153/32
21.3.3.96/30
21.50.0.0/24
21.71.12.0/24
21.41.41.0/24
21.3.3.8/32
21.0.99.11/32
21.63.70.0/24
21.4.9.53/32
21.3.3.1/32
21.78.0.53/32
21.3.3.7/32
21.255.222.0/24
21.3.3.10/32
21.255.112.0/24
21.255.113.0/24
21.79.3.153/32
21.3.3.3/32
21.104.100.0/24
21.255.114.0/24

fd63:1e39:6f73:ff72::/64
fd63:1e39:6f73:ff75::/64
fd63:1e39:6f73:325::/64
fd63:1e39:6f73:1601::/64
fd63:1e39:6f73:304::/64
fd63:1e39:6f73:2929::/64
fd63:1e39:6f73:1c6a::/64
fd63:1e39:6f73:303::/64
fd63:1e39:6f73:3f46::/64
fd63:1e39:6f73:3f45::/64
fd63:1e39:6f73:470c::/64

```

## セキュリティ上の懸念
anoNetのユーザーが識別可能な情報はないため、ネットワークが混乱するとの懸念があるかもしれない。しかし、他の匿名ネットワークとは異なり、anoNetでは、特定のルーターまたはユーザーが問題を引き起こしている場合、ファイアウォールで簡単にブロックできるので問題はありえない。ネットワーク全体に影響を与えている場合は、トンネルをストップする。 
ランダムなアドレスの無秩序な性質を使うため、リンクIPアドレスを非表示にする必要はない。ただし、ユーザーがサービスを実行する場合、または匿名でディスカッションに参加する場合は、新しいルートを選択して、サービスまたはクライアントに新しいIPアドレスに割り当てられる。 